# Melittia burmana
Melittia burmana is een vlinder uit de familie wespvlinders (Sesiidae), onderfamilie Sesiinae.
Melittia burmana is voor het eerst wetenschappelijk beschreven door Le Cerf in 1916. De soort komt voor in het Oriëntaals gebied.